# TERU (俳優)
TERU（てる、1967年9月27日 - ）は、長崎県出身の俳優。本名、浦上 照彦（うらがみ てるひこ）。

## 来歴
林海象監督が主催する株式会社映像探偵社に所属し、同監督の作品に常連のような形で出演していたが、独立。

## 出演

### テレビ
- 湯けむりスナイパー 第7・11・12話（2009年、テレビ東京） - 虎（トラ） 役
- 華麗なるスパイ（2009年、日本テレビ） - ミスター匠の付き人 役
- SOIL ソイル（2010年、WOWOW） - さゆり 役
- まほろ駅前番外地（2013年、テレビ東京） - 鞄持ちの男 役
- 妖ばなし 第1幕（2017年、TOKYO MX2） - 河童 役

### 映画
- ZIPANG（1990年、東宝）
- 無能の人（1991年、松竹）
- 私立探偵 濱マイク シリーズ（ナカチカピクチャーズ）
  - 第一弾「我が人生最悪の時 THE MOST TERRIBLE TIME IN MY LIFE」（1994年）
  - 第二弾「遥かな時代の階段を The Stairway to the Distant Past」（1995年）
  - 完結篇「罠 THE TRAP」（1996年）
- CAT'S EYE キャッツ・アイ（1997年、東宝）
- 白痴（1999年、松竹） - 指圧師の弟子 役
- 狼少女（2005年、バサラ・ピクチャーズ）
- ブラックキス（2006年、アップリンク）
- 赤んぼ少女（2008年、日活）
- 板尾創路の脱獄王（2010年、角川映画）
- 軽蔑（2011年、角川映画）
- 忍たま乱太郎 夏休み宿題大作戦!の段」（2013年、東映）
- くも漫。（2017年、トリプルアップ）
- ラブライブ!サンシャイン!! The School Idol Movie Over the Rainbow（2019年、松竹）[要検証 – ノート]
- キングダム（2019年、東宝 / ソニー・ピクチャーズ・エンタテインメント） - 白長老 役
- シン・ウルトラマン（2022年、東宝）[1]